# 41213 Mimoun
41213 Mimoun este o planetă minoră (asteroid), cu un diametru de 4,712 km, din centura de asteroizi. A fost descoperită pe 2 decembrie 1999 la Mison de Michel Bœuf⁠(d). 
Obiectul prezintă o orbită caracterizată de o semiaxă mare de 2,6466150362449 UAi, o excentricitate de 0,22, o înclinație de 8,4 ° în raport cu ecliptica.